# Chinesisch-kubanische Beziehungen
Die Chinesisch-kubanischen Beziehungen sind das zwischenstaatliche Verhältnis zwischen der Volksrepublik China und Kuba. Politische Kontakte zwischen der spanischen Kolonie Kuba und der chinesischen Qing-Dynastie wurden im 19. Jahrhundert aufgenommen. Nachdem Kuba bis 1960 die Republik China (Taiwan) anerkannt hatte, etablierte Kuba nach der kubanischen Revolution als erstes Land in Lateinamerika diplomatische Beziehungen zur Volksrepublik. Nach einer kurzen Periode intensiver Beziehungen stellte sich Kuba in den 1960er Jahren auf die Seite der Sowjetunion während des chinesisch-sowjetischen Streits und es kam zum Bruch zwischen Mao und Fidel Castro. Erst in den 1980er Jahren näherten sich beide Staaten wieder an. Nach dem Zerfall der Sowjetunion intensivierten sich die Beziehungen weiter und im 21. Jahrhundert stieg China zum wichtigsten Handelspartner der Kubas auf.

## Geschichte
Gegen Mitte des 19. Jahrhunderts begann die Einwanderung von chinesischen Arbeitern auf das spanische Kuba. Zwischen 1847 und 1874 wurden mehr als 125.000 chinesische Kulis aus Guangdong nach Kuba gebracht, um auf Zuckerrohrplantagen und im Bauwesen zu arbeiten. Vor der kubanischen Revolution lebten knapp 60.000 chinesische Kubaner auf der Insel, welche danach allerdings fast alle emigrierten (bevorzugt in die USA). Die politischen Beziehungen begannen 1879, als die Qing-Dynastie ein Konsulat in Havanna einrichtete, während Kuba noch eine Generalkapitanat von Spanien war. Im Jahr 1902 erkannte die Qing-Dynastie die Unabhängigkeit der Republik Kuba von den Vereinigten Staaten an, die sie 1898 von Spanien erobert hatten. 1912 nahm die kubanische Regierung Beziehungen zur Beiyang-Regierung der Republik China in Peking auf. Dies setzte sich mit der nationalistischen Regierung in Nanking und Taipei fort, auch nachdem diese Festlandchina im chinesischen Bürgerkrieg verloren hatte. Beide Länder waren Verbündete im Zweiten Weltkrieg und erklärten den Achsenmächte den Krieg. 1960 verlagerte das postrevolutionäre Kuba seine Anerkennung auf die Volksrepublik China und brach die Beziehungen zur Republik China auf Taiwan ab.

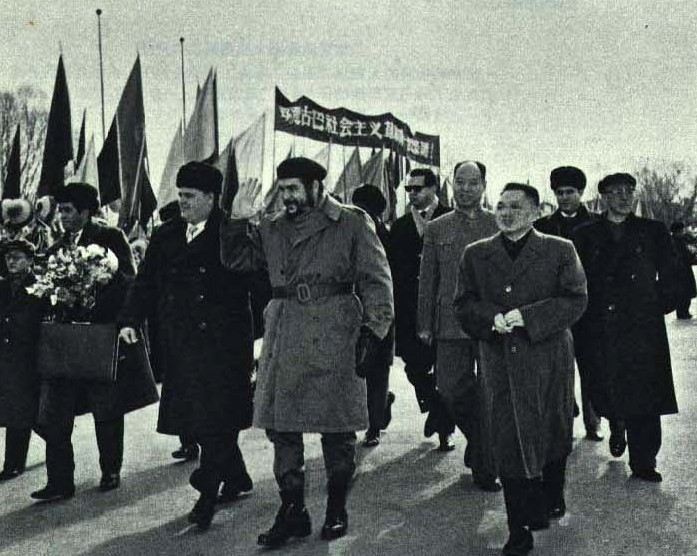
Che Guevara (Mitte) 1965 bei einem Besuch in China mit Deng Xiaoping (rechts)

In der Anfangsphase knüpften die beiden revolutionären Staaten enge Bande: China gewährte Kuba Kredite und lieferte Reis sowie Waffen; zudem unterstützte Peking den Aufbau der kubanischen Streitkräfte durch Ausbildungshilfe, während Kuba Techniker, Ingenieure und Lehrer in die Volksrepublik entsendete. Die Beziehungen verschlechterten sich jedoch bald während des chinesisch-sowjetischen Zerwürfnisses, unter anderem weil Kuba seinen Bedarf nach sowjetischem Öl höher einschätzte als den nach chinesischem Reis und auch weil die Sowjets allgemein der deutlich wichtigere Wirtschaftspartner war. 1964 lehnte Mao Zedong es demonstrativ ab, Che Guevara bei dessen zweitem China-Besuch zu empfangen. 1966 reduzierte China seine Reisausfuhrquote für Kuba. Dieser Schritt verschärfte die diplomatischen Spannungen, wobei Fidel Castro Mao Zedong als „senilen Idioten“ bezeichnete. Dieser öffentliche Eklat bedeutete de facto den Bruch der Beziehungen zwischen der Kommunistischen Partei Kubas und der Kommunistischen Partei Chinas. 1979 und in den folgenden Jahren unterstützte Kuba Vietnam im Chinesisch-Vietnamesischen Krieg.
Erst in den 1980er Jahren entspannte sich das Verhältnis allmählich. 1982 leitete die chinesische Führung unter Deng Xiaoping einen außenpolitischen Kurswechsel ein und rückte von ideologischer Konfrontation ab. 1988 gründeten Havanna und Peking eine gemeinsame Regierungs-Kommission für wirtschaftliche und kommerzielle Beziehungen, gefolgt 1989 von einer Kommission für wissenschaftlich-technische Zusammenarbeit. 1989 geriet China nach der Niederschlagung der Proteste auf dem Tian’anmen-Platz international unter Druck. In dieser Lage rückten Kuba und China näher zusammen: Havanna solidarisierte sich ausdrücklich mit Peking. Die kubanische Wirtschaftskrise nach dem Ende der Sowjetunion begünstigte die Beziehungen weiter, da Kuba verzweifelt auf der Suche nach neuen Handelspartnern war. 1993 reiste Chinas Präsident Jiang Zemin zu einem Staatsbesuch nach Havanna, dem erste bedeutende bilaterale Handels- und Investitionsabkommen folgten. Fidel Castro besuchte China ebenfalls mehrfach (u. a. 1995 und 2003). Ende der 1990er sorgten Berichte über die Einrichtung von chinesischen Abhörstationen auf Kuba für Alarm in den USA.
Seit den 2000er Jahren entwickelte sich China zu einem zentralen wirtschaftlichen Partner Kubas. Nach dem Niedergang der venezolanischen Förderung wurde China zum wichtigsten Handels- und Investitionspartner Havannas. Kuba schloss sich 2018 offiziell Chinas Neuer Seidenstraße an, um verstärkt Infrastrukturinvestitionen und Kredite aus China zu erhalten. Kuba unterstützt China auf internationaler Bühne – etwa durch Unterstützung chinesischer Positionen in den Vereinten Nationen – während China Kuba mit Krediten, Technologie und Diplomatie zur Seite steht. Im November 2022 vereinbarten beide Regierungen während eines Besuchs von Präsident Miguel Díaz-Canel in Peking die Restrukturierung der kubanischen Schulden sowie eine Finanzhilfe Chinas in Höhe von 100 Millionen US-Dollar zur Bewältigung der anhaltenden Wirtschaftskrise in Kuba. Im Jahr 2023 unterzeichneten Kuba und China außerdem ein Abkommen zur Zusammenarbeit im Bereich Cybersicherheit, das laut offizieller Formulierung u. a. der Bekämpfung von „politischer Subversion“ und „imperialistischer Aggression“ dient.

## Wirtschaftsbeziehungen
China und Kuba unterhalten enge Wirtschaftsbeziehungen, die sich seit den 1990er Jahren dynamisch entwickelt haben. China ist zum mit Abstand wichtigsten Handelspartner Kubas aufgestiegen, mit einem Anteil von 30 Prozent am gesamten Außenhandel des Landes. Im Jahr 2017 erreichte das bilaterale Handelsvolumen rund 2 Milliarden US-Dollar, sank jedoch aufgrund kubanischer Liquiditätsprobleme bis 2021 auf etwa 1,3 Milliarden US-Dollar. Wichtigste kubanische Exportgüter nach China sind Nickelerze, Lebensmittel (wie Zucker, Rum, Kaffee) sowie Pharmazeutika, während Kuba vor allem Maschinen, Fahrzeuge, Elektronik und Konsumgüter aus China bezieht. Chinesische Unternehmen engagieren sich mit Krediten und Investitionen in zahlreichen Sektoren der kubanischen Wirtschaft. So finanziert China Infrastrukturprojekte wie den Ausbau des Hafens von Santiago de Cuba und die Modernisierung des Schienennetzes. Auch im Bereich der Energie kooperieren beide Länder, etwa bei Solar- und Windkraftanlagen sowie der Stromnetzinfrastruktur. Ab den 2000er Jahren verkaufte China zudem Busse, Lokomotiven und andere Fahrzeuge an Kuba, um das Transportwesen zu erneuern. 2019 wurde ein chinesisch-kubanisches Joint Venture zur Produktion von Elektrofahrzeugen in Betrieb genommen.

## Kulturbeziehungen

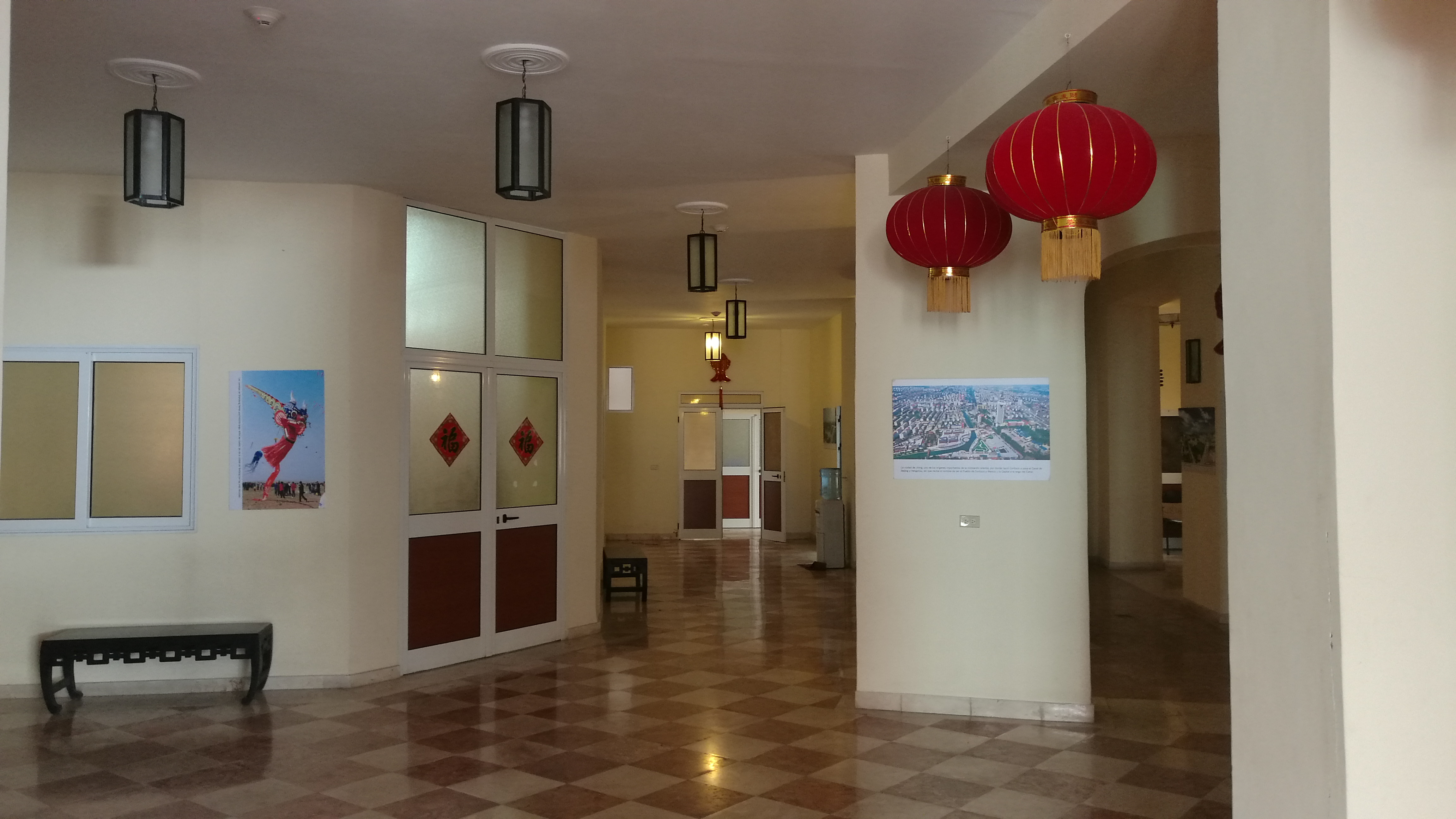
Konfuzius-Institut in Havanna (2017)

Kulturelle Verbindungen zwischen China und Kuba gehen auf die lange Geschichte der chinesischen Gemeinschaft in Kuba zurück. So gab es bis zur Emigration der Chinesen auf Kuba ein lebendiges Chinesenviertel. In den 1960er Jahren kam der personelle Austausch zeitweise zum Erliegen, doch seit den 1990er Jahren fördern beide Staaten wieder aktiv den kulturellen Dialog. 2009 wurde an der Universität Havanna ein Konfuzius-Institut eröffnet, das chinesische Sprache und Kultur unterrichtet und regen Zuspruch bei kubanischen Studierenden findet. Es besuchen auch zahlreiche chinesische Touristen Kuba. Im Mai 2023 schaffte Kuba die Visumpflicht für Touristen aus China ab, um Reisen zu erleichtern und den personellen Austausch zu intensivieren. Außerdem nahm Air China eine direkte Flugverbindung zwischen China und Havanna auf.

## Sicherheitspolitische und militärische Beziehungen
In den 1960er Jahren kam es kurzzeitig zu einer militärischen Zusammenarbeit zwischen beiden Ländern, die jedoch aufgrund der sich verschlechternden politischen Beziehungen eingestellt wurde. Seit Ende der 1990er Jahre nutzt China kubanische Standorte für die elektronische Aufklärung. So erhielten chinesische Techniker 1999 Zugang zur ehemaligen sowjetischen Abhörstation Bejucal bei Havanna, um Funkverkehr der USA abzufangen. US-Geheimdienstquellen zufolge betreibt China dort und an weiteren Orten in Kuba langfristig Horchposten, die 2019 weiter ausgebaut wurden. Berichte über mögliche Pläne zur Stationierung chinesischer Militärausbilder oder -einheiten auf kubanischem Boden – wie im Juni 2023 vom Wall Street Journal gemeldet – wurden von Havanna allerdings dementiert, hätten aber in Washington große Besorgnis ausgelöst.